# Herstel (psychiatrie)
Herstel (vertaling van het Engelse recovery) is een begrip uit de psychiatrie. In de psychiatrie wordt vanuit verschillende invalshoeken hulp geboden. Er kan onderscheid gemaakt worden tussen klinisch herstel, sociaal herstel en persoonlijk herstel. In praktijk wordt het onderscheid tussen deze drie benaderingswijzen niet altijd expliciet gemaakt.

## Drie benaderingswijzen
Men spreekt over behandeling als men gericht is op klinisch herstel. Bij behandeling veronderstelt men een stoornis en werkt men toe naar het terugdringen van die stoornis vooral door het verminderen van de symptomen. 
Men spreekt over rehabilitatie als niet de behandeling van de stoornis centraal staat, maar de gevolgen van de stoornis op het functioneren in het dagelijkse leven. Rehabilitatie richt zich op het vergroten van het activiteitenrepertoire en op participatie. 
De benaderingswijze die gericht is op persoonlijk herstel benadrukt de eigen ervaring van de persoon die lijdt onder de psychische aandoening.

## Herstelbeweging
Uit Boston in de Verenigde Staten is de herstelbeweging afkomstig die zich deels afzet tegen de gangbare psychiatrische denkbeelden. Ze is ontstaan omdat volgens sommige  patiënten  medici te veel blijven steken in het 'medische model'. Ze zouden vooral gericht zijn op diagnosticering en stabilisatie van de patiënt. De beweging onderstreept dat niet alle ernstige psychiatrische aandoeningen chronisch en blijvend zijn. Ook in Nederland vindt  de herstelbeweging  binnen de psychiatrie enige opgang.
William Anthony, directeur van het Boston Center for Psychiatric Rehabilitation en leidinggevende in het onderzoek naar herstel, gaf in 1993 de volgende veelgebruikte definitie van herstel bij een psychiatrische aandoening volgens de herstelbeweging: 

Herstel is een uniek en ten diepste persoonlijk proces waarin iemand zijn houding, waarden, gevoelens,
doelen, vaardigheden en rollen verandert. Herstel is een manier om een bevredigend, hoopvol leven 
te leiden, met een zinvolle bijdrage aan de gemeenschap, ondanks de beperkingen van de aandoening.
Herstel heeft te maken met het ontstaan van een nieuwe betekenis en zin in het leven, terwijl men
over de rampzalige gevolgen van een psychiatrische aandoening heen groeit.